# Kim Jee-hyuk
Kim Jee-hyuk (26 de outubro de 1981) é um futebolista profissional sul-coreano que atua como goleiro.

## Carreira
Kim Jee-hyuk representou a Seleção Sul-Coreana de Futebol nas Olimpíadas de 2004.